# Volvo Financial Services
Volvo Financial Services (VFS) — фінансова компанія AB Volvo створена в 2001 році. Координує операції AB Volvo у сфері фінансування дилерів та клієнтів, страхування операцій та інших супутніх фінансових послуг. Штаб-квартира розташована в місті Грінсборо, Північна Кароліна, США. Організація, працює у більш ніж 40 країнах світу та зосереджена виключно на наданні фінансових послуг внутрішнім і зовнішнім клієнтам Volvo Group. В усьому світі працюють 1400 співробітників Volvo Financial Services. В Україні компанія представленная ТОВ «ВФС УКРАЇНА» з офісом у місті Києві. 
VFS працює під марками: Mack Financial Services, Renault Trucks Financial Services, SDLG Financial Services, UD Trucks Financial Services та Volvo Financial Services. На кінець 2013 року активи, керовані VFS, склали приблизно 120 млрд. шведських крон.
Компанія Volvo Financial Services не надає фінансування для корпорації Volvo Car.